# Језеро (Република Српска)
Језеро је насељено мјесто и седиште истоимене општине у Републици Српској, БиХ. Налази у се западном дијелу Републике Српске.
Према прелиминарним подацима пописа становништва 2013. године, у насељеном мјесту Језеро укупно је пописано 581 лице.

## Географија
Језеро се налази на месту где се ријека Плива улива у Велико пливско језеро између општине Мркоњић Град на северозападу, општине Јајце на истоку и општине Шипово на југу.

## Историја
Језеро је прије рата у Босни и Херцеговини било у саставу општине Јајце.

## Занимљивости
Један од кратера на Марсу је добио назив по насељеном мјесту Језеро. Кратер Језеро је изабран као један од 60 на који ће се спустити Марсов Ровер као дио мисије Марс 2020 и радити испитивање тла и трагова постојања воде.

## Становништво
| Националност       | 2013.        | 1991.        | 1981.        | 1971.        |
| Срби               | 360 (61,96%) | 282 (33,81%) | 245 (33,65%) | 131 (22,02%) |
| Муслимани          | 213 (36,66%) | 477 (57,19%) | 409 (56,18%) | 435 (73,11%) |
| Југословени        | —            | 34 (4,07%)   | 46 (6,32%)   | 6 (1,01%)    |
| Хрвати             | 4 (0,69%)    | 33 (3,95%)   | 13 (1,78%)   | 19 (3,19%)   |
| остали и непознато | 4 (0,69%)    | 8 (0,96%)    | 15 (2,06%)   | 4 (0,67%)    |
| Укупно             | 581          | 834          | 728          | 595          |

| Демографија општина Језеро) (општина Језеро) | Демографија општина Језеро) (општина Језеро) | Демографија општина Језеро) (општина Језеро) |
| Година                                       | Становника                                   | Становника                                   |
| -------------------------------------------- | -------------------------------------------- | -------------------------------------------- |
| 1948.                                        | 2.604                                        |                                              |
| 1953.                                        | 3.323                                        |                                              |
| 1961.                                        | 655                                          |                                              |
| 1971.                                        | 595                                          |                                              |
| 1981.                                        | 728                                          |                                              |
| 1991.                                        | 834                                          |                                              |
| 2013.                                        | 581                                          |                                              |

### Општина Језеро
| Националност              | 1953. | 1948. |
| Срби                      | 2.387 | 1.835 |
| Југословени неопредјељени | 714   |       |
| Хрвати                    | 218   | 80    |
| остали несловени          | 4     |       |
| неопредјељени             |       | 689   |
| Укупно                    | 3.323 | 2.604 |